# Velké Hydčice
Velké Hydčice (en allemand : Groß Hitschitz) est une commune du district de Klatovy, dans la région de Plzeň, en République tchèque. Sa population s'élevait à 258 habitants en 2021.

## Géographie
Velké Hydčice se trouve à 4 km au sud-ouest de Horažďovice, à 30 km à l'est-sud-est de Klatovy, à 54 km au sud-est de Plzeň et à 103 km au sud-ouest de Prague.

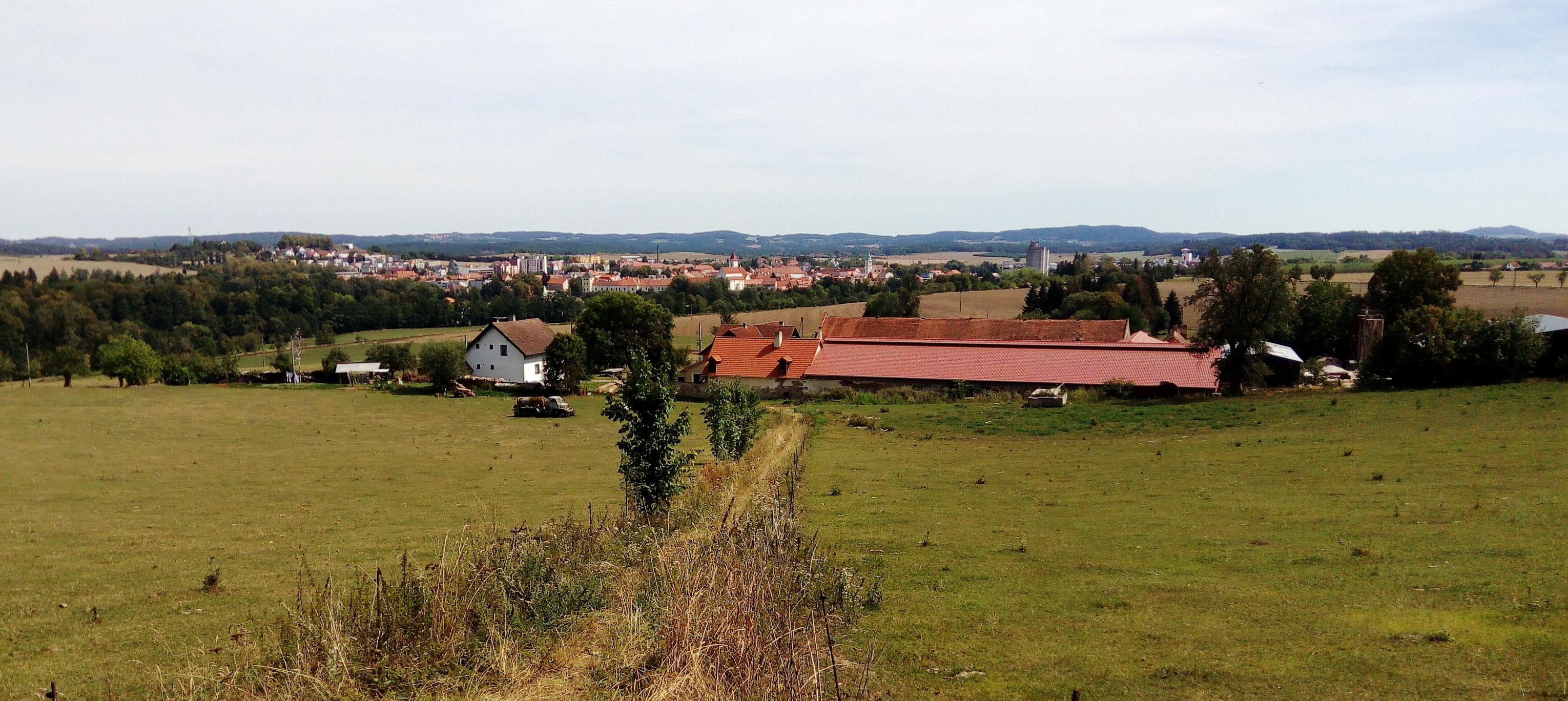
Velké Hydčice : vue générale.

La commune est limitée par Horažďovice au nord et à l'est, par Hejná au sud, et par Rabí et Malý Bor à l'ouest.

## Histoire
La première mention écrite de la localité date de 1045.

## Patrimoine

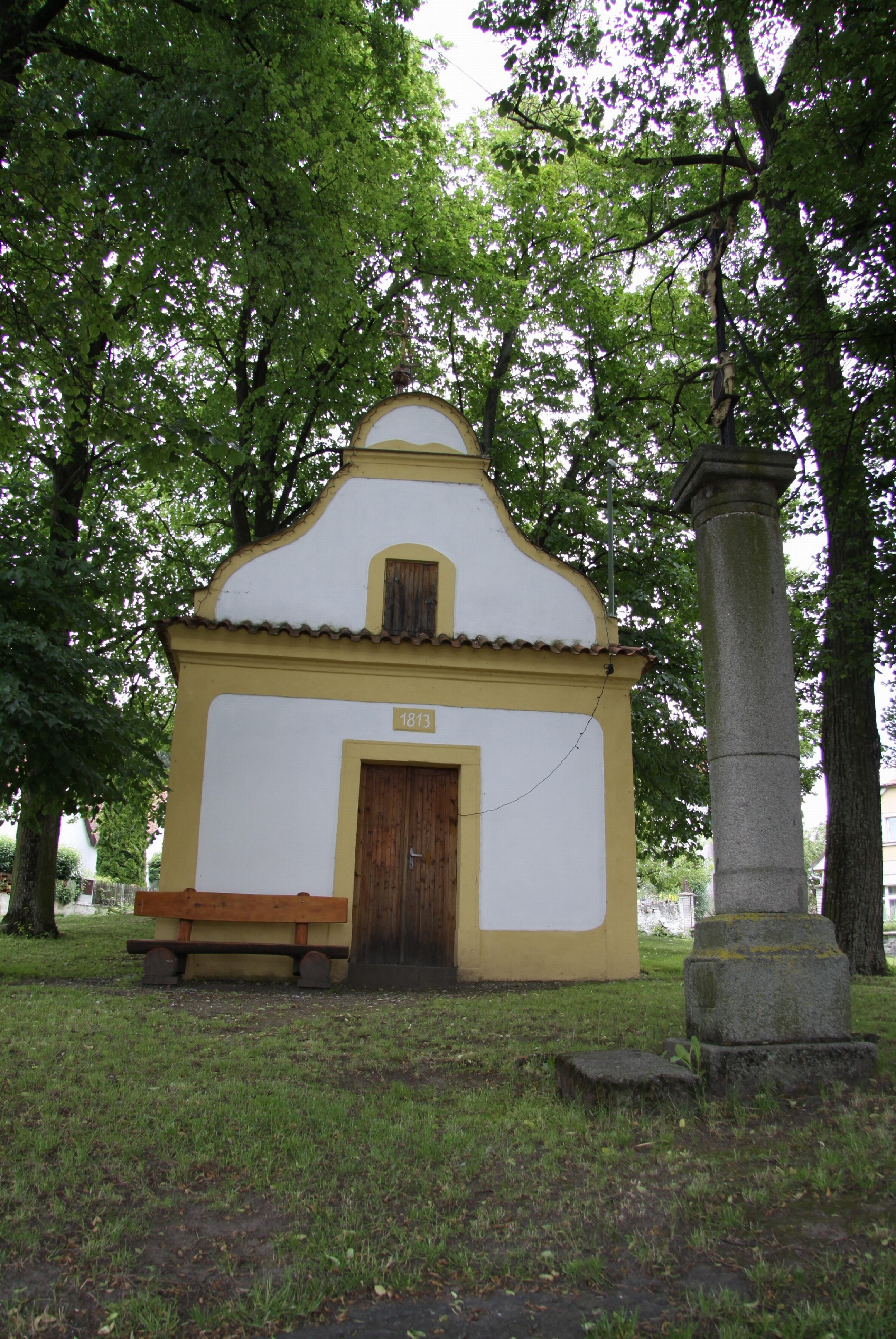
Chapelle à Velké Hydčice.
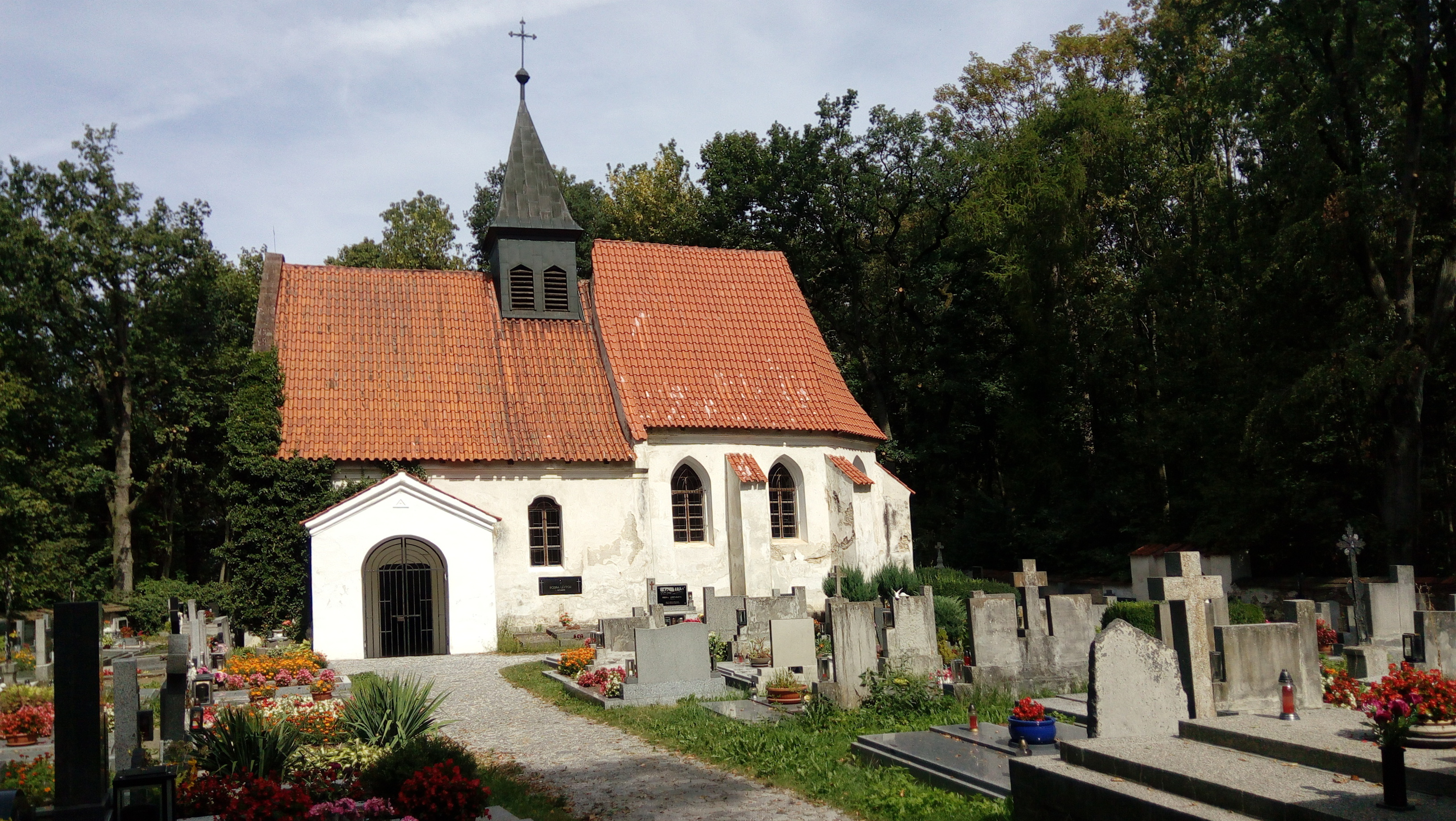
Prácheň : église Saint-Clément.

## Transports
Par la route, Velké Hydčice se trouve à 5 km de Horažďovice, à 38 km de Klatovy, à 66 km de Plzeň et à 118 km de Prague.